# 번창교통
번창교통(樊倉交通)은 서울특별시의 마을버스 회사이고 본사는 서울특별시 노원구 덕릉로60길 257 (월계동)에 있다.

## 역사 및 현황
1993년 11월 10일에 설립과 함께 50번 마을버스를 운행하면서 시작되었다. 그러다가 마을버스 16번과 61번을 한성여객으로부터 인수하였으며, 2002년에 61-1번이 신설되었다. 2004년 7월 1일부터 마을버스 10번을 운행한 승한운수와 통합되었다. 2005년에 1158번과 1159번이 폐선되고 2011년 8월 25일 1160번이 1161번으로 통합되면서 2개의 지선버스 노선을 운영하였다. 2016년 3월 20일부터 마을버스 업체로 전환되었다.
이 회사의 특징은 과거에 사용하였던 시내버스용 측면행선판에 마을버스 번호를 쓰고 시내버스 시절의 측면 행선판을 사용한다.

## 운행 노선
| 운행노선 | 운행구간        | 운행구간 | 운행구간        | 배차간격 (분) | 비고                     |
| -------- | --------------- | -------- | --------------- | ------------- | ------------------------ |
| 노원14번 | 청백아파트1단지 | ↔        | 선덕학원        | 4~10          | 구 도봉마을 50번, 1157번 |
| 노원15번 | 덕성여대        | ↔        | 청백아파트1단지 | 5~10          | 구 도봉마을 10번, 1161번 |

## 미운행 노선
| 운행노선 | 운행구간          | 운행구간 | 운행구간       | 비고                                                             |
| -------- | ----------------- | -------- | -------------- | ---------------------------------------------------------------- |
| 1157번   | 월계동 청백아파트 | ↔        | 세그루학원     | 구 도봉마을 50번. 2016년 3월 20일 마을버스 노원14번으로 형간전환 |
| 1158번   | 강북중학교        | ↔        | 창동역         | 구 도봉마을 61-1번. 2005년 8월 29일 폐선                         |
| 1159번   | 중계동            | ↔        | 창동역         | 구 도봉마을 61번. 2005년 8월 29일 폐선                           |
| 1160번   | 월계동 청백아파트 | ↔        | 하계역         | 구 노원마을 16번. 2011년 8월 25일 지선버스 1161번과 통합         |
| 1161번   | 월계동 청백아파트 | ↔        | 덕성여자대학교 | 구 도봉마을 10번. 2016년 3월 20일 마을버스 노원15번으로 형간전환 |

## 보유 차량
- 현대자동차 - 현대 그린시티, 현대 그린시티 개선형, 현대 일렉시티 타운

## 사진

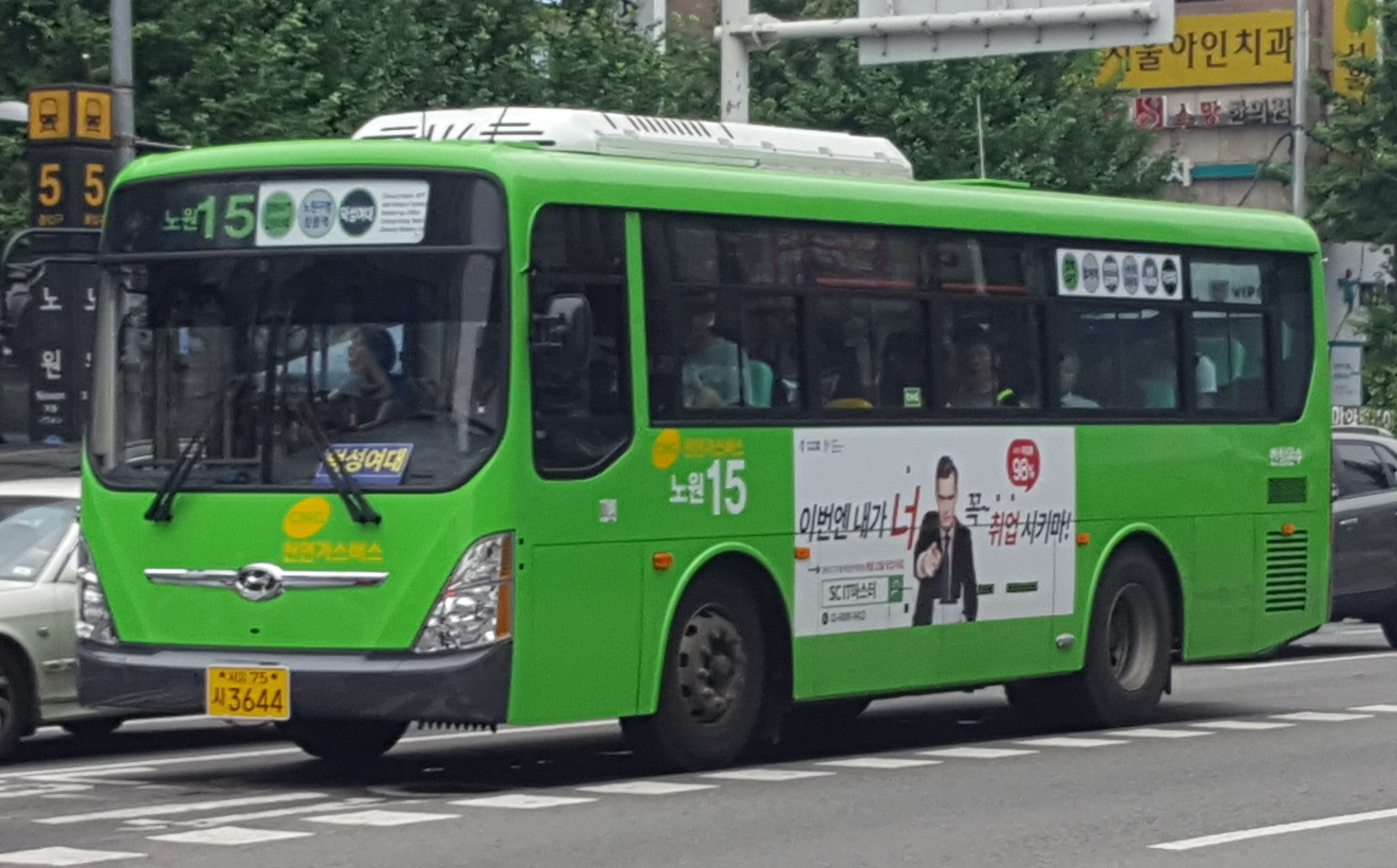
노원15번(구 1161번) 마을버스